# فهرست والیان تخار
جدول زیر فهرست والیان ولایت تخار افغانستان است.

## فهرست
| والی | والی | والی                   | دوره                             | جزئیات | یاداشت |
| ---- | ---- | ---------------------- | -------------------------------- | ------ | ------ |
|      |      | محمد داوود داوود       | ?                                |        |        |
|      |      | مجید سکندری            | ?                                |        |        |
|      |      | سید اکرام الدین معصومی | ؟؟؟                              |        |        |
|      |      | عبدالکبیر مرزبان       | ژوئن ۲۰۰۵ ۱۷ اوت ۲۰۰۷            |        |        |
|      |      | غلام غوث ابوبکر        | ۱۷ اوت ۲۰۰۷ ۱۳ اکتبر ۲۰۰۹        |        |        |
|      |      | عبدالطیف ابراهیمی      | ۱۳ اکتبر ۲۰۰۹ ۱۸ مارس ۲۰۱۰       |        |        |
|      |      | عبدالجبار تقوا         | ۱۸ مارس ۲۰۱۰ ۲۰۱۲                |        |        |
|      |      | احمد فیصل بیگزاد       | ۲۰ سپتامبر ۲۰۱۲ ۲۰۱۵             |        |        |
|      |      | محمد یاسین ضیاء        | ۸ اکتبر ۲۰۱۵ ۲۰۱۷                |        |        |
|      |      | فضل الله مجددی         | ۲۵ ژوئیه ۲۰۱۷ ۱۸ حمل/فرودین ۱۳۹۸ |        |        |
|      |      | عبدالحق شفق            | ۱۸ حمل/فروردین ۱۳۹۸ کنونی        |        |        |